# Brightwell (Suffolk)
Pour les articles homonymes, voir Brightwell.
Brightwell est un village et une paroisse civile du Suffolk, en Angleterre.